# Teoría de la evolución centrada en el gen

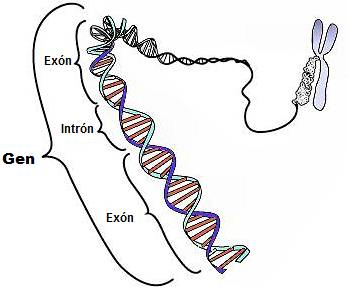
Diagrama esquemático de un gen corto, dentro de la estructura en doble hélice del ADN que, al comprimirse, va formando un cromosoma (derecha). Se trata de un gen eucariota (el procariota carece de intrones). Las proteínas se codifican solo en los exones.

La Teoría de la evolución centrada en el gen, la visión del gen o la teoría del gen egoísta sostiene que la evolución adaptativa se produce a través de la supervivencia diferencial de los genes en competencia, lo que aumenta la frecuencia alélica de aquellos alelos cuyos efectos de rasgos fenotípicos promueven con éxito su propia propagación con el gen definido como "no solo un bit físico de ADN [sino] todas las réplicas de un bit particular de ADN distribuido en todo el mundo". Los defensores de este punto de vista sostienen que, dado que la información hereditaria se transmite de generación en generación casi exclusivamente por el ADN, la selección natural y la evolución se consideran mejor desde la perspectiva de los genes.

## Visión general
La visión de la evolución centrada en el gen es una síntesis de la teoría de la evolución por selección natural, la teoría de la herencia de partículas y la no transmisión de caracteres adquiridos.[7] Afirma que aquellos alelos cuyos efectos fenotípicos promuevan exitosamente su propia propagación serán seleccionados favorablemente en relación con sus alelos competidores dentro de la población. Este proceso produce adaptaciones para el beneficio de los alelos que promueven el éxito reproductivo del organismo, o de otros organismos que contienen el mismo alelo (altruismo de parentesco y efecto de barba verde), o incluso su propia propagación en relación con los otros genes dentro del mismo organismo. (conflicto intragenómico).
Los proponentes argumentan que  permite entender fenómenos diversos como altruismo y el conflicto de segregación que es difícil de explicar.
La perspectiva centrada en el gen puede ser localizada en el filósofo Henri Bergson quien escribió, en su libro, ‘Evolución Creativa' (1907):

"La vida es como una corriente que pasa de germen a germen a través de un organismo desarrollado. Es como si el propio organismo fuera solo una excrecencia, un capullo provocado por el primer intento de continuar en un nuevo germen ".

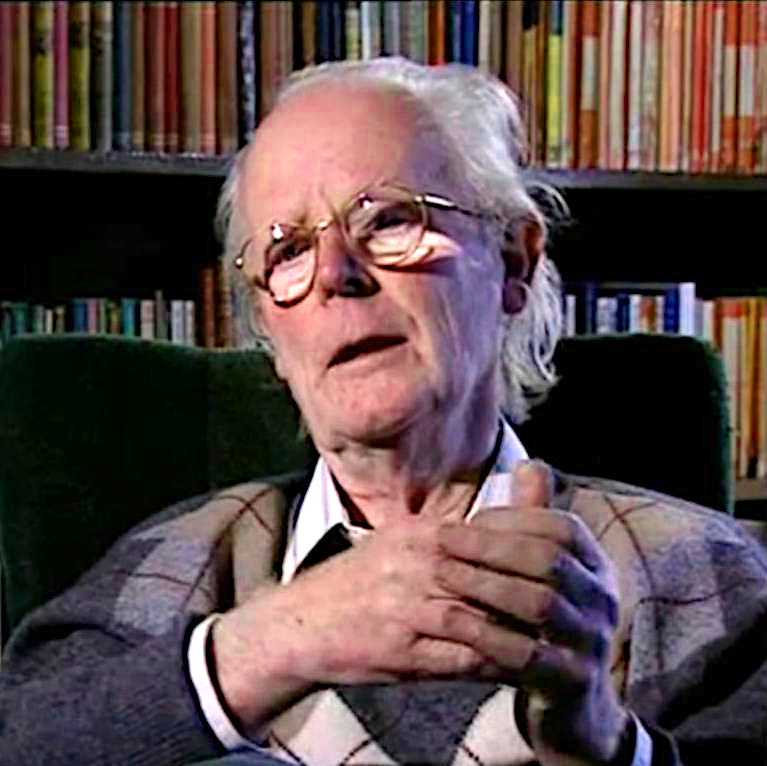
John Maynard Smith

La teoría de la evolución centrada en el gen es un modelo para la evolución de características sociales como el egoísmo y el altruismo.

### Características adquiridas
La formulación del dogma central de la biología molecular fue resumida por John Maynard Smith:
   "Si el dogma central es verdadero, y si también es cierto que los ácidos nucleicos son el único medio por el cual la información se transmite entre generaciones, esto tiene implicaciones cruciales para la evolución. Implicaría que toda novedad evolutiva requiere cambios en los ácidos nucleicos, y que estos cambios, las mutaciones, son esencialmente accidentales y de naturaleza no adaptativa. Los cambios en otros lugares (en el citoplasma del óvulo, en los materiales transmitidos a través de la placenta, en la leche materna) podrían alterar el desarrollo del niño, pero, a menos que los cambios fueran en los ácidos nucleicos, no tendrían efectos evolutivos a largo plazo."
   - Maynard Smith
El rechazo de la herencia de los caracteres adquiridos, combinado con el estadístico Ronald Fisher, le dio una base matemática y mostró cómo la genética mendeliana era compatible con la selección natural en su libro de 1930, La teoría genética de la selección natural. J. B. S. Haldane, y Sewall Wright, allanaron el camino para la formulación de la teoría del gen egoísta. Para los casos en que el entorno puede influir en la herencia, consultar: epigenética.

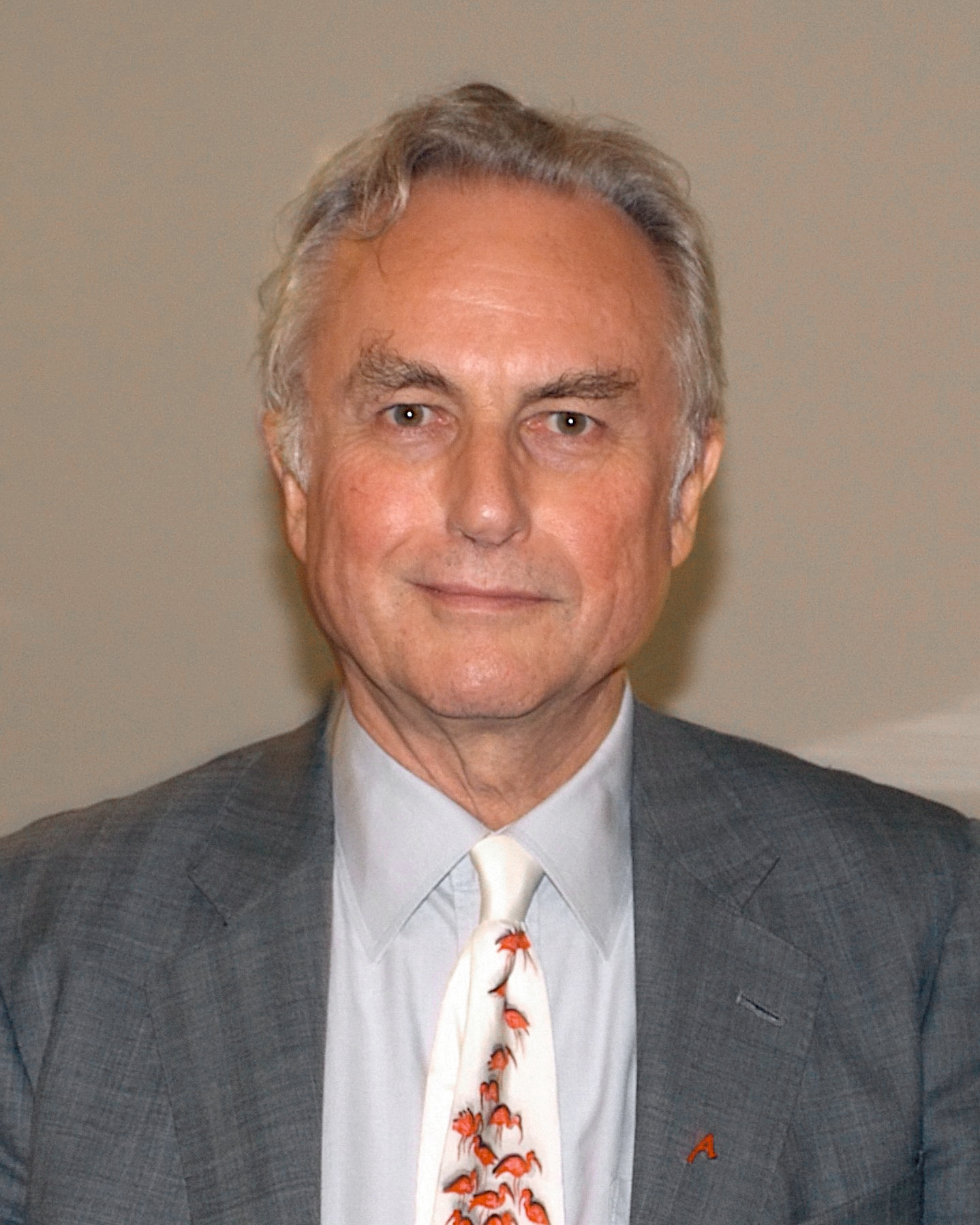
Richard Dawkins

### El gen como unidad de selección
La vista del gen como unidad de selección fue desarrollada principalmente en los trabajos de Richard Dawkins, W. D. Hamilton, Colin Pittendrigh y George C. Williams. Fue principalmente popularizada y expandida por Dawkins en su libro El Gen Egoísta (1976).
Según el libro de Williams, Adaptación y selección natural de 1966,
   "La esencia de la teoría genética de la selección natural es un sesgo estadístico en las tasas relativas de supervivencia de alternativas (genes, individuos, etc.). La efectividad de tal sesgo en la producción de la adaptación depende del mantenimiento de ciertas relaciones cuantitativas entre los factores operativos. Una condición necesaria es que la entidad seleccionada debe tener un alto grado de permanencia y una baja tasa de cambio endógeno, en relación con el grado de sesgo (diferencias en los coeficientes de selección)."
   - Williams, 1966, pp. 22–23
Williams argumentó que "La selección natural de fenotipos no puede por sí misma producir un cambio acumulativo, porque los fenotipos son manifestaciones extremadamente temporales". Cada fenotipo es el producto único de la interacción entre el genoma y el medio ambiente. No importa cuán apto y fértil sea un fenotipo, eventualmente se destruirá y nunca se duplicará.
Desde 1954, se sabe que el ADN es el principal sustrato físico para la información genética y que es capaz de replicarse a través de muchas generaciones. Por lo tanto, un gen particular codificado en una secuencia de nucleobases de un linaje de moléculas de ADN replicado puede tener una alta permanencia y una baja tasa de cambio endógeno.
En la reproducción sexual normal, un genoma completo es la combinación única de los cromosomas del padre y la madre producidos en el momento de la fertilización. Generalmente se destruye con su organismo, porque "la meiosis y la recombinación destruyen los genotipos con la misma seguridad que la muerte". Solo la mitad se transmite a cada descendiente debido a la segregación independiente.
Y la alta prevalencia de la transferencia horizontal de genes en bacterias y arqueas significa que las combinaciones genómicas de estos grupos que se reproducen asexualmente también son transitorios en el tiempo evolutivo, "La visión tradicional, que la evolución procariótica puede entenderse principalmente en términos de divergencia clonal y selección periódica, debe aumentarse para abarcar el intercambio de genes como una fuerza creativa".

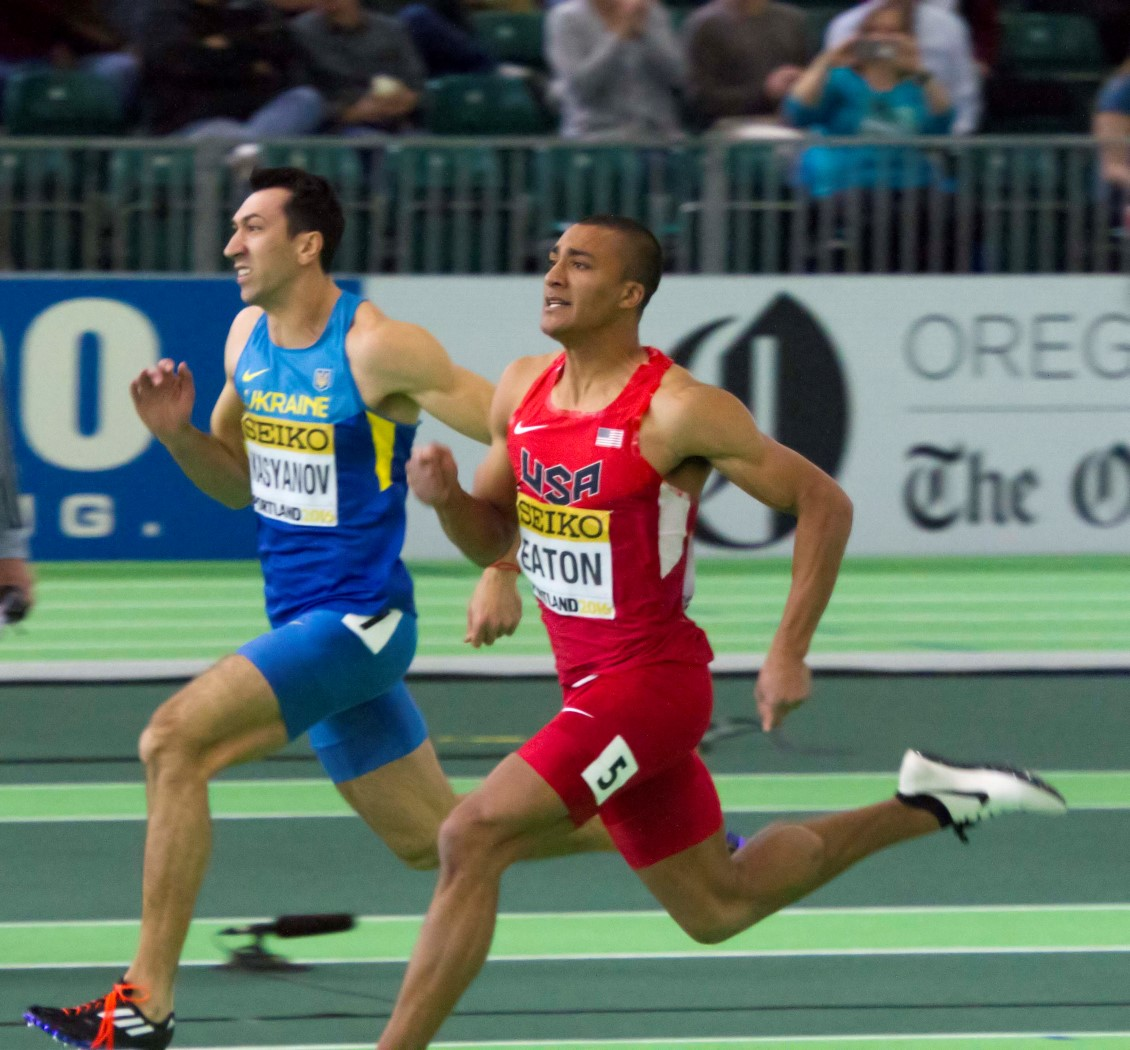
Los genes compiten en generaciones sucesivas en proporción a su valor selectivo

El gen como entidad informativa persiste durante un lapso de tiempo evolutivamente significativo a través de un linaje de muchas copias físicas.
En su libro Río fuera del Edén, Dawkins acuña la frase la función de utilidad de Dios para explicar su visión de los genes como unidades de selección. Usa esta frase como un sinónimo del "significado de la vida" o el "propósito de la vida". Al reformular la palabra propósito en términos de lo que los economistas llaman una función de utilidad, que significa "aquello que se maximiza", Dawkins intenta realizar una ingeniería inversa del propósito en la mente del Ingeniero Divino de la Naturaleza, o la función de utilidad de Dios. Finalmente, Dawkins sostiene que es un error suponer que un ecosistema o una especie en su conjunto existe con un propósito. Escribe que es incorrecto suponer que los organismos individuales llevan una vida significativa tampoco; en la naturaleza, solo los genes tienen una función de utilidad: perpetuar su propia existencia con indiferencia ante los grandes sufrimientos infligidos a los organismos que construyen, explotan y descartan.

### Los organismos como vehículos.

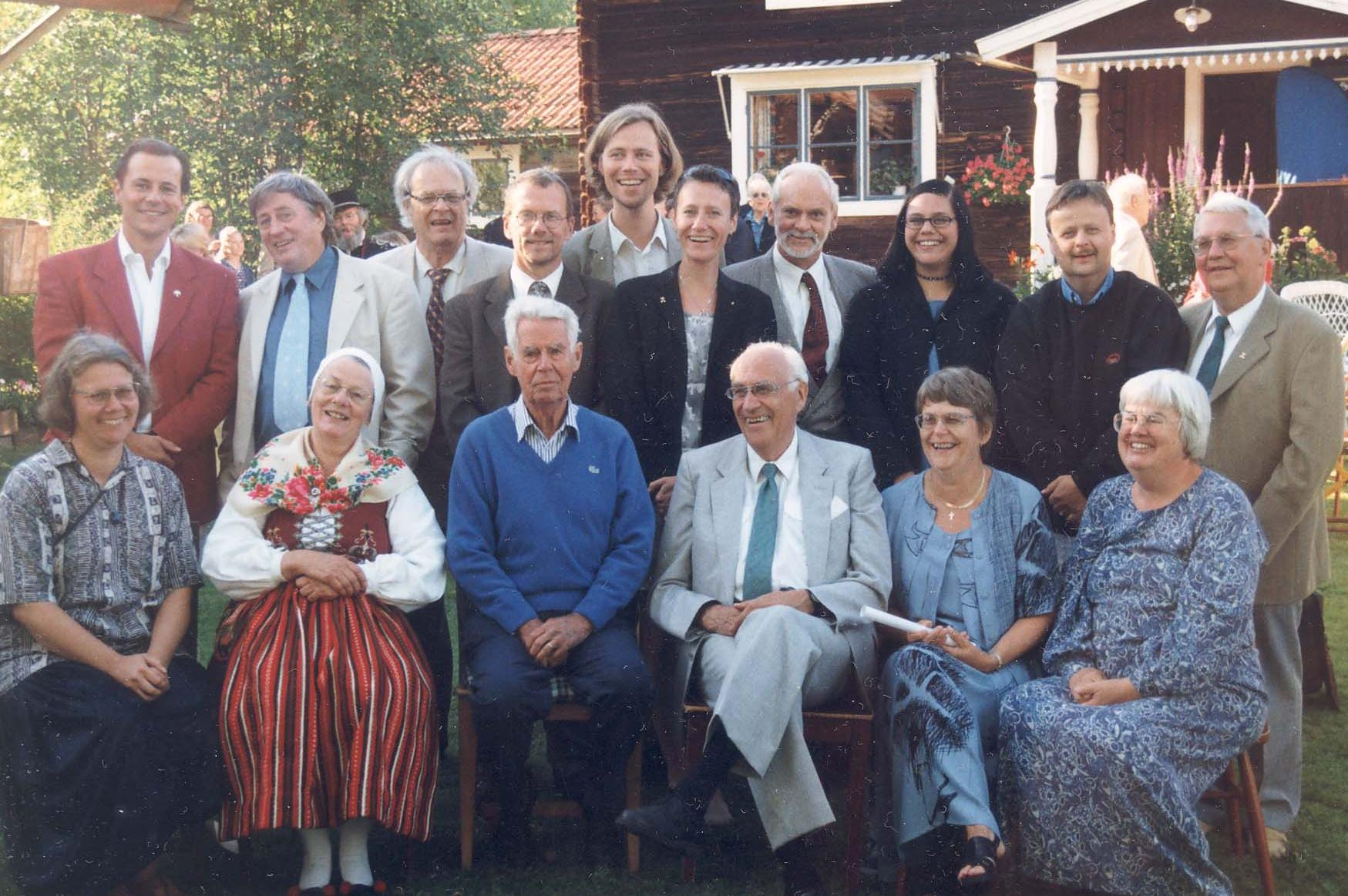
El parentesco favorece la selección de los genes de los miembros produciendo altruismo entre los organismos relacionados.

Los genes generalmente se agrupan dentro de un genoma, que a su vez está contenido dentro de un organismo. Los genes se agrupan en genomas porque "la replicación genética hace uso de la energía y los sustratos suministrados por la economía metabólica en cantidades mucho mayores de lo que sería posible sin una división genética del trabajo". Construyen vehículos para promover sus intereses mutuos. Como dice Dawkins, los organismos son las "máquinas de supervivencia" de los genes.
El efecto fenotípico de un gen en particular está supeditado a su entorno, incluidos los genes asociados que constituyen con él el genoma total. Un gen nunca tiene un efecto fijo, entonces, ¿cómo es posible hablar de un gen para las piernas largas? Es debido a las diferencias fenotípicas entre los alelos. Se puede decir que un alelo, para todas las demás cosas iguales o variables dentro de ciertos límites, causa piernas más largas que su alternativa. Esta diferencia permite el escrutinio de la selección natural.
"Un gen puede tener múltiples efectos fenotípicos, cada uno de los cuales puede tener un valor positivo, negativo o neutral. Es el valor neto selectivo del efecto fenotípico de un gen lo que determina el destino del gen". Por ejemplo, un gen puede causar que su portador tenga un mayor éxito reproductivo a una edad temprana, pero también puede causar una mayor probabilidad de muerte en una edad posterior. Si el beneficio supera el daño, promediado sobre los individuos y los entornos en los que se produce el gen, los fenotipos que contienen el gen generalmente se seleccionarán de manera positiva y, por lo tanto, aumentará la abundancia de ese gen en la población.
Aun así, se hace necesario modelar los genes en combinación con su vehículo, así como en combinación con el entorno del vehículo.

## El gen egoísta
La teoría del gen egoísta de la selección natural se puede reformular de la siguiente manera:
   "Los genes no se presentan desnudos al escrutinio de la selección natural, sino que presentan sus efectos fenotípicos. [...] Las diferencias en los genes dan lugar a diferencias en estos efectos fenotípicos. La selección natural actúa sobre las diferencias fenotípicas y, por lo tanto, sobre los genes. De este modo, los genes se representan en generaciones sucesivas en proporción al valor selectivo de sus efectos fenotípicos."
   - Cronin, 1991, p. 60

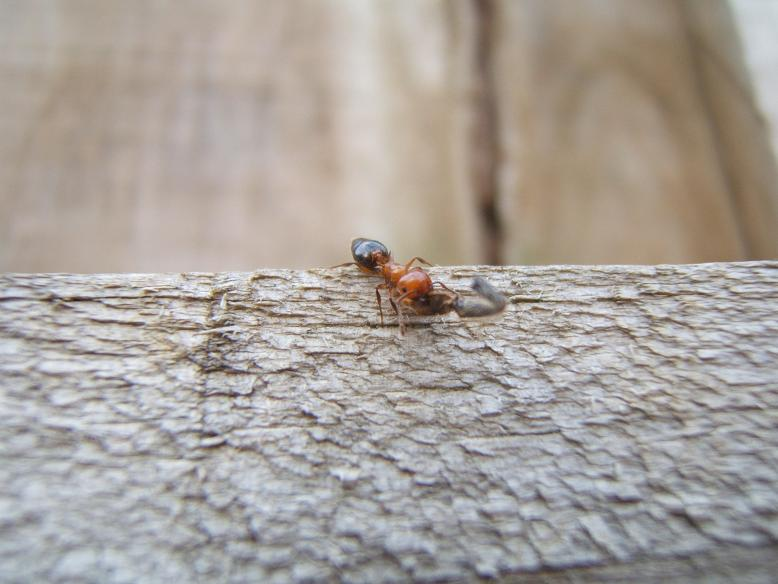
Hormiga roja

El resultado es que "los genes prevalentes en una población sexual deben ser aquellos que, como condición media, a través de un gran número de genotipos en un gran número de situaciones, han tenido los efectos fenotípicos más favorables para su propia replicación". En otras palabras, esperamos genes egoístas ("egoísta" significa que promueve su propia supervivencia sin promover necesariamente la supervivencia del organismo, grupo o incluso especie). Esta teoría implica que las adaptaciones son los efectos fenotípicos de los genes para maximizar su representación en las generaciones futuras. Una adaptación se mantiene por selección si promueve la supervivencia genética directamente, o bien algún objetivo subordinado que finalmente contribuye a una reproducción exitosa.

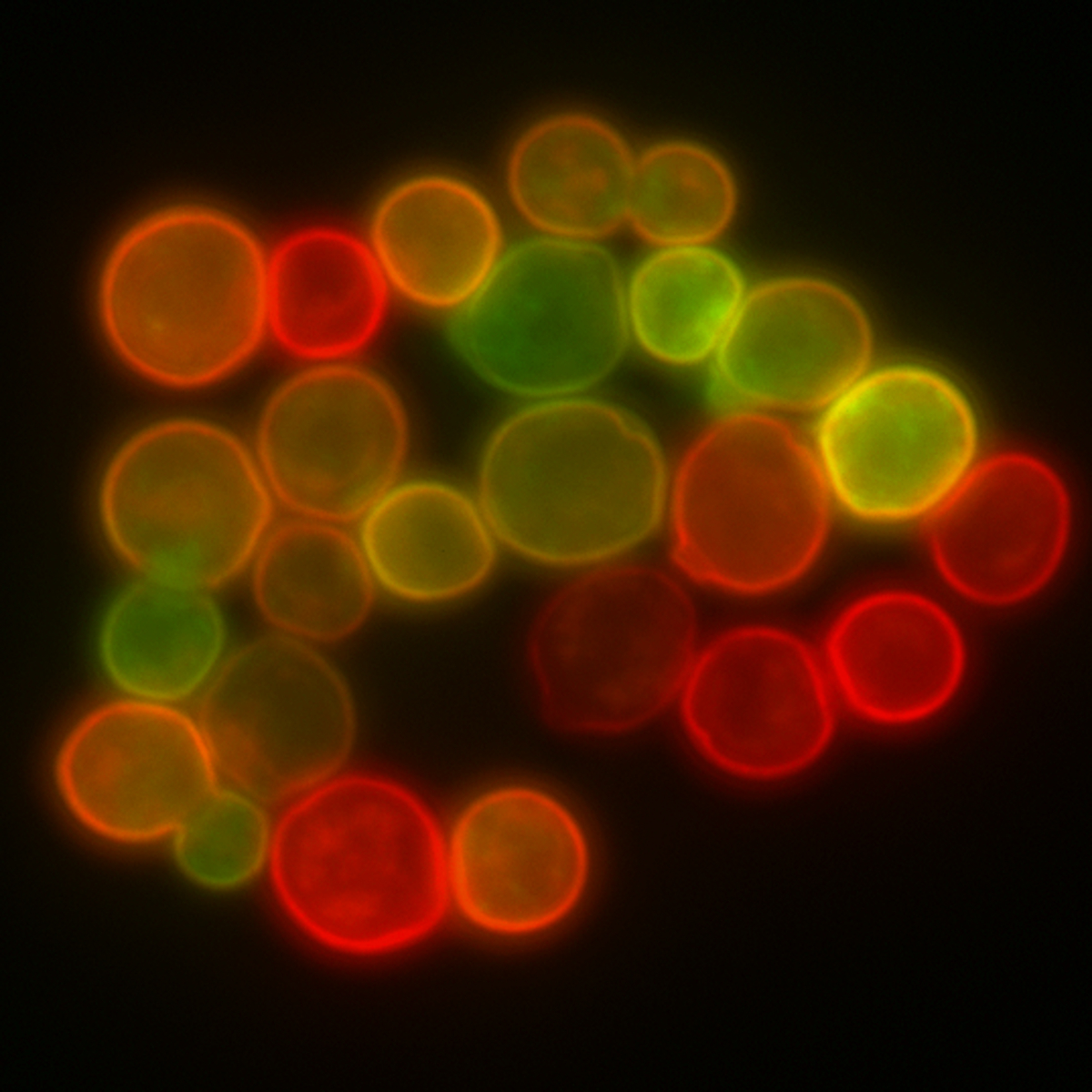
Membranas de las proteínas de la levadura de la cerveza

### Altruismo individual y egoísmo genético.
El gen es una unidad de información hereditaria que existe en muchas copias físicas en el mundo, y que copia física particular se replicará y originará nuevas copias, no importa desde el punto de vista del gen. Un gen egoísta podría ser favorecido por la selección produciendo altruismo entre los organismos que lo contienen. La idea se resume de la siguiente manera:
   "Si una copia del gen confiere un beneficio B a otro vehículo al costo C para su propio vehículo, su acción costosa es estratégicamente beneficiosa si pB> C, donde p es la probabilidad de que una copia del gen esté presente en el vehículo que se beneficia. Las acciones con costos sustanciales, por lo tanto, requieren valores significativos de p. Dos tipos de factores aseguran altos valores de p: parentesco (parentesco) y reconocimiento (barbas verdes)."
   - Haig, 1997, p. 288
Un gen en una célula somática de un individuo puede renunciar a la replicación para promover la transmisión de sus copias en las células de la línea germinal. Asegura el alto valor de p = 1 debido a su contacto constante y su origen común desde el cigoto.
La teoría de la selección de parentesco predice que un gen puede promover el reconocimiento del parentesco por la continuidad histórica: una madre de mamíferos aprende a identificar a su propia descendencia en el acto de dar a luz; un varón dirige preferentemente los recursos a la descendencia de las madres con las que ha copulado; los otros polluelos en un nido son hermanos; y así sucesivamente. El altruismo esperado entre parentescos se calibra por el valor de p, también conocido como el coeficiente de relación. Por ejemplo, un individuo tiene un p = 1/2 en relación con su hermano, y p = 1/8 para su primo, por lo que esperaríamos, ceteris paribus, mayor altruismo entre hermanos que entre primos. En este sentido, el genetista JBS Haldane bromeó: "¿Daré mi vida por salvar a mi hermano? No, pero lo haría por dos hermanos u ocho primos". La teoría parece incapaz de explicar los actos de bondad entre familiares, entre razas e incluso entre especies.

### Efecto de la barba verde
Los efectos de barba verde obtuvieron su nombre de un experimento mental de Richard Dawkins, que consideró la posibilidad de que un gen causara que sus poseedores desarrollaran una barba verde y fueran agradables con otros individuos de barba verde. Desde entonces, el "efecto de barba verde" se ha referido a formas de autorreconocimiento genético en las que un gen en un individuo podría dirigir los beneficios a otros individuos que poseen el gen. Tales genes serían especialmente egoístas, beneficiándose a sí mismos independientemente de los destinos de sus vehículos. Después de que Dawkins los predijo, se han descubierto genes de barba verde en la naturaleza, como Gp-9 en hormigas rojas (Solenopsis invicta), csA en la ameba social (Dictyostelium discoideum), y FLO1 en la levadura de la cerveza (Saccharomyces cerevisiae).

### Amabilidad
Por otro lado, un rasgo único, la bondad recíproca del grupo, es capaz de explicar la gran mayoría del altruismo que generalmente es aceptado como "bueno" por las sociedades modernas. Imaginemos un rasgo de comportamiento de la barba verde cuyo reconocimiento no depende del reconocimiento de alguna característica externa como el color de la barba, sino que se basa en el reconocimiento del comportamiento en sí. Imaginemos ahora que el comportamiento es altruista. El éxito de tal rasgo en organismos suficientemente inteligentes y no engañados es implícito. Además, la existencia de tal rasgo predice una tendencia a la bondad hacia organismos no relacionados que aparentemente son buenos, incluso si los organismos son de una especie completamente diferente. Además, el gen no necesita ser exactamente el mismo, siempre que el efecto sea similar. Múltiples versiones del gen, o incluso meme, tendrían virtualmente el mismo efecto en una especie de ciclo de altruismo simbiótico.

### Engaño
Cada vez que el reconocimiento juega un papel en la evolución, también lo hace el engaño. Al igual que el inofensivo lagarto que ha desarrollado un patrón que imita a su primo venenoso y, por lo tanto, engaña a los depredadores, la criatura egoísta puede pretender ser amable "haciéndose crecer una barba verde" (cualquiera que sea la barba verde). Por lo tanto, la teoría del gen verde y el egoísmo también dan lugar a una explicación de la evolución de las mentiras y el engaño, características que no benefician a la población en su conjunto.

## Conflicto intragenómico
Igual que los genes son capaces de producir altruismo individual, son capaces de producir conflictos entre los genes dentro del genoma de un individuo. Este fenómeno se denomina conflicto intragenómico y surge cuando un gen promueve su propia replicación en detrimento de otros genes en el genoma. El ejemplo clásico son los genes distorsionadores de la segregación que hacen trampa durante la meiosis o la gametogénesis y terminan en más de la mitad de los gametos funcionales. Estos genes pueden persistir en una población incluso cuando su transmisión resulta en una fertilidad reducida. Egbert Leigh comparó el genoma con "un parlamento de genes: cada uno actúa en su propio interés, pero si sus actos perjudican a los demás, estos se combinarán para suprimirlo", para explicar la ocurrencia relativamente baja del conflicto intragenómico.

## Ecuación de Price
La ecuación de Price es una ecuación de covarianza que es una descripción matemática de la evolución y la selección natural. La ecuación de Price fue descubierta por George R. Price, que trabajaba en Londres para revisar el trabajo de W. D. Hamilton sobre la selección de parentesco.

## Críticas
Se han opuesto a la teoría Ernst Mayr, Stephen Jay Gould, David Sloan Wilson, y filósofo Elliott Sober. Una alternativa, la selección multinivel (MLS), ha sido defendida por E. O. Wilson, David Sloan Wilson, Sober, Richard E. Michod, y Samir Okasha.
Al escribir en la New York Review of Books, Gould ha caracterizado la perspectiva centrada en el gen como una confusa contabilidad con la causalidad. Gould considera que la selección trabaja en muchos niveles, y han llamado la atención sobre una perspectiva jerárquica de la selección. Gould también calificó los reclamos del gen egoísta como "adaptacionismo estricto", "ultra-darwinismo" y "fundamentalismo darwiniano", describiéndolos como excesivamente "reduccionistas". Consideraba que la teoría conducía a una teoría "algorítmica" simplista de la evolución, o incluso a la reintroducción de un principio teleológico.
Gould también abordó el tema de los genes egoístas en su ensayo "Caring Groups and Selfish Genes". Gould reconoció que Dawkins no estaba imputando la acción consciente a los genes, sino simplemente usando una metáfora taquigráfica que se encuentra comúnmente en los escritos evolutivos. Para Gould, el error fatal fue que "no importa cuánto poder quiera asignar Dawkins a los genes, hay una cosa que no puede darles: visibilidad directa a la selección natural". Para él en cambio, la unidad de selección es el fenotipo, no el genotipo, porque son los fenotipos los que interactúan con el entorno en la interfaz de selección natural. Entonces, en el resumen de Kim Sterelny de la visión de Gould, "las diferencias genéticas no causan cambios evolutivos en las poblaciones, registran esos cambios". Richard Dawkins respondió a esta crítica en un libro posterior, The Extended Phenotype, que Gould confunde la genética particular con la embriología, afirma que los genes se "mezclan", en lo que respecta a sus efectos en el desarrollo de fenotipos, pero que solo se mezclan a medida que se replican y se recombinan a lo largo de las generaciones.
Desde la muerte de Gould en 2002, Niles Eldredge ha continuado con argumentos en contra de la selección natural centrada en el gen. Eldredge señala que en el libro de Dawkins A Devil's Chaplain, publicado justo antes del libro de Eldredge, "Richard Dawkins comenta sobre lo que ve como la principal diferencia entre su posición y la del fallecido Stephen Jay Gould. Concluye que en su propia opinión los genes juegan un papel causal en la evolución," mientras que Gould (y Eldredge) "ven a los genes como registradores pasivos de lo qué funcionó mejor".